# نورمان كيرك
نورمان كيرك (بالإنجليزية: Norman Eric Kirk )‏ (و. 1923 – 1974 م) هو سياسي، ودبلوماسي، وسائق قطار ‏ نيوزيلندي، توفي في ويلينغتون، عن عمر يناهز 51 عاماً، بسبب نوبة قلبية.

## مناصب
تولى منصب عضو مجلس النواب نيوزيلندا (حتى 1974)
- رئيس وزراء نيوزيلندا (8 ديسمبر 1972–31 أغسطس 1974)
- زعيم المعارضة (16 ديسمبر 1965–8 ديسمبر 1972)
- عضو مجلس الشورى البريطاني
- عضو مجلس النواب نيوزيلندا.

## روابط خارجية
- نورمان كيرك على موقع الموسوعة البريطانية (الإنجليزية)
- نورمان كيرك على موقع مونزينجر (الألمانية)
- نورمان كيرك على موقع إن إن دي بي (الإنجليزية)